# Carolina Varleta
Carolina Varleta Arriagada (Santiago, 8 de marzo de 1979) es una actriz chilena de teatro, cine y televisión.

## Biografía
Su vocación de actriz comienza desde pequeña, en el colegio, gracias a clases impartidas por Francisco Melo y Luis Ureta. Al salir del colegio entró a estudiar actuación en la Universidad UNIACC y paralelamente participó en su primera teleserie, Algo está cambiando de Mega, en 1999.
Luego de titularse se radica en Estados Unidos durante nueve meses aproximadamente. Trabaja como mesera en el restaurante de un pariente y toma cursos de teatro para no estar desconectada de su pasión.
Al regresar a Chile entra a trabajar en Canal 13 obteniendo el papel de Daniela Donoso en la serie Más que amigos en 2002.
En 2003 participa en la telenovela Machos como Kiara Salazar, papel que la consagra como una de las mejores actrices chilenas de su generación.
Un año más tarde es un rostro fijo en el elenco del segundo semestre del área dramática de Canal 13 y encarna a Anita García en la teleserie Tentación, donde se toca el tema del embarazo en la etapa escolar.
En 2005 forma parte del elenco de la obra de teatro La tempestad de William Shakespeare donde interpreta a Ariel y tiene la posibilidad de trabajar con actores como Héctor Noguera y bajo la dirección de Jaime Hanson.
En el segundo semestre del mismo año protagoniza la teleserie Gatas y tuercas como la tímida Olivia Ulloa. Paralelamente se convierte en rostro de la multitienda Falabella y de Skechers en Chile.
El 2006 es llamada a participar como Nadia en la película Desierto Sur, dirigida por Shawn Garry y escrita por Trinidad Jiménez. Ese mismo año se integra al elenco de 'Charly Tango de Canal 13 con el papel de Antonella Bordini.
Luego de su extenso paso por Canal 13, en 2007 la actriz firma contrato con Roos Film para participar en el próximo sitcom de la productora, en asociación con Mega, Tres son multitud acompañada por José Martínez y Javiera Acevedo.
El 2009 emigra a Chilevisión participando de la teleserie Sin Anestesia, ahí interpreta a Alicia Díaz, uno de los principales roles antagónicos de la historia.
El 2011 se integra a TVN en la teleserie Témpano, interpretando a Mónica Truman, una chica que siempre tuvo todo lo que quiso, sin embargo eso no hizo más que generar en ella una inmensa inseguridad. Pero todo cambia en el momento en que se topa con Luciano (Álvaro Gómez), el atractivo chef de la flota y deberá disputarse su amor con nada más ni nada menos que su propia madre (Ximena Rivas). Durante el segundo semestre del mismo año participó en la teleserie Aquí mando yo, interpretando a Anita Bilbao, una madre soltera.
El 2013 protagoniza la teleserie Dos por uno de TVN, interpretando a Valentina Infante y compartiendo elenco con Diego Muñoz, Francisco Melo y Mariana Loyola.
El 2014 regresa tras siete años a Canal 13 para unirse al elenco de Mamá mechona. Ese mismo año debuta en las teleseries nocturnas en Chipe libre, donde interpreta a Bernardita Patiño, una coqueta y traviesa mujer, con gustos por el masoquismo.
Durante su paso por Canal 13 incursionó en la animación con el programa En casa se come mejor, emitido por 13C. También participó de otros programas del mismo canal.
A principios del 2016 protagoniza la webserie de Entel Hola Sandra! en conjunto con Entel, donde comparte elenco con José Martínez, Tiago Correa y Carmen Gloria Bresky. Ese mismo año graba la serie Papá mono de Canal 13, que fue estrenada en 2017.
También se ha desempeñado como locutora de radio, en FM Dos. En 2017 fue jurado del Festival de Viña del Mar debido a su labor.
El 2018 se confirma su vuelta a Chilevisión para ser parte de la adaptación de la telenovela argentina Educando a Nina, Gemelas.

## Filmografía
- Desierto sur (2008) - Nadia
- La Gabriela (2009) - Laura Rodig
- Super, todo chile adentro (2009) - María Juana
- Odio tu sonrisa en silencio (2010) - Catalina Paz
- Iglú (2013)

## Televisión
| Año  | Título              | Papel             | Canal       |
| ---- | ------------------- | ----------------- | ----------- |
| 1999 | Algo está cambiando | Natalia Santander | Mega        |
| 2003 | Machos              | Kiara Salazar     | Canal 13    |
| 2004 | Tentación           | Ana María García  | Canal 13    |
| 2005 | Gatas y tuercas     | Olivia Ulloa      | Canal 13    |
| 2006 | Charly tango        | Antonella Bordini | Canal 13    |
| 2009 | Sin anestesia       | Alicia Díaz       | Chilevisión |
| 2011 | Témpano             | Mónica Truman     | TVN         |
| 2011 | Aquí mando yo       | Ana Bilbao        | TVN         |
| 2012 | Dos por uno         | Valentina Infante | TVN         |
| 2013 | Mamá mechona        | Leticia Mora      | Canal 13    |
| 2014 | Chipe libre         | Bernardita Patiño | Canal 13    |
| 2019 | Gemelas             | Estela Ormeño     | Chilevisión |

| Año  | Título                      | Papel            | Canal       |
| ---- | --------------------------- | ---------------- | ----------- |
| 2001 | La otra cara del espejo     | Daniela          | Mega        |
| 2002 | Más que amigos              | Daniela Donoso   | Canal 13    |
| 2004 | Cuentos chilenos            | Macarena         | TVN         |
| 2007 | Tres son multitud           | Antonia Araya    | Mega        |
| 2011 | Bajo cero                   | Mónica Truman    | TVN         |
| 2011 | 12 días estremecieron Chile | Begoña           | Chilevisión |
| 2016 | Hola Sandra!                | Sandra Ormazabal | Youtube     |
| 2017 | Papá Mono                   | Laura Fernández  | Canal 13    |
| 2019 | Tira                        | Angélica         | La Red      |

| Año       | Título                    | Papel                         | Ref.        |
| --------- | ------------------------- | ----------------------------- | ----------- |
| 2011      | La Ruta de La India       | Conductora                    | TVN         |
| 2011      | Buenos días a todos       | Invitada                      | TVN         |
| 2013      | Vive Viña en TVN          | Invitada                      | TVN         |
| 2014      | Vértigo                   | Participante (2° Lugar)       | Canal 13    |
| 2014      | Bienvenidos               | Invitada                      | Canal 13    |
| 2014      | Buenas noches             | Invitada                      | Canal 13    |
| 2014      | Estamos invitados         | Invitada                      | Canal 13    |
| 2014-2016 | En casa se come mejor     | Conductora                    | 13C         |
| 2015      | Lip Sync Chile            | Participante                  | TVN         |
| 2015      | Oh Tel                    | Invitada (3 Capítulos)        | 13C         |
| 2016      | Amores perros             | Invitada (Nota)               | Canal 13    |
| 2016      | Algo personal             | Invitada                      | UCV         |
| 2017      | Festival de Viña del Mar  | Jurado                        | Chilevisión |
| 2017      | La Movida                 | Participación Especial (Nota) | Canal 13    |
| 2017      | Mucho gusto               | Invitada                      | Mega        |
| 2017      | Usted no reconoce a Chile | Invitada                      | Canal 13    |
| 2017      | Abrazar la vida           | Invitada                      | Canal 13    |
| 2021-2022 | Recetas de abuelita       | Conductora                    | 13C-Rec TV  |

### Publicidad
- Donnasept (2009) - Protagonista del comercial para la Teletón junto a Ignacia Baeza y Mario Kreutzberger.
- Rexona (2011-2012) - Protagonista del comercial.
- Hellmann's (2013) - Protagonista del comercial junto a Marcial Tagle.

## Teatro
- Piaf (2012)
- La Cenicienta (2013) -  Cenicienta
- ¿Quién es Chile? (2014)
- Los 80´s El Musical (2015)
- Sinatra (2016) - Linda
- Las Madonnas (2019)

## Premios y nominaciones
| Año  | Premio     | Categoría    | Resultado |
| ---- | ---------- | ------------ | --------- |
| 2007 | BKN Awards | Actriz + BKN | Nominada  |